# Billy Wedlock
William John Wedlock, noto come Billy Wedlock (Bristol, 28 ottobre 1880 – Bristol, 25 gennaio 1965), è stato un calciatore inglese, di ruolo centrocampista.